# Vojtech Gejza Danielovič
Vojtech Gejza Danielovič (14. července 1904 Prešov – 1. září 1955 Praha) byl důstojník československé a slovenské armády, příslušník protinacistického odboje, účastník Slovenského národního povstání a politický vězeň československého komunistického režimu. Během aktivní služby dosáhl hodnosti brigádního generála. Roku 1952 byl odsouzen ve vykonstruovaném procesu a roku 1955 ve vězení zemřel. Roku 1991 byl plně rehabilitován a in memoriam povýšen do hodnosti generálmajora.

## Životopis

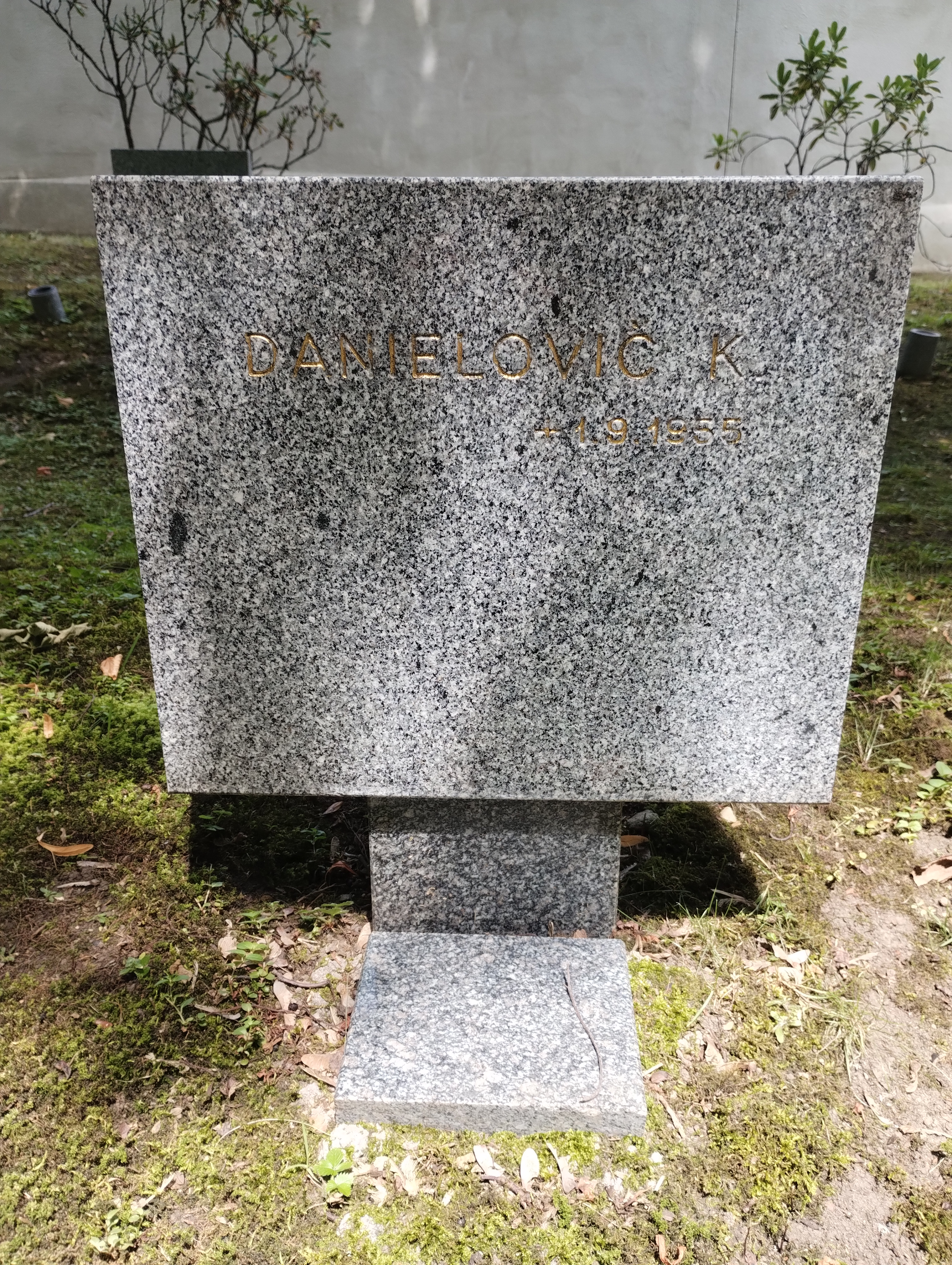
Symbolický náhrobek V. G. Danieloviče na Čestném pohřebišti v Ďáblicích

Narodil se roku 1904 v Prešově. Jeho rodiči byli řemeslník Vojtech Danielovits a Mária Danielovitsová. V letech 1914–1920 studoval na gymnáziu a následně v letech 1920–1924 na učitelském ústavu v Prešově. Tam také složil maturitu. Další dva roky byl pracovníkem finanční správy a poté nastoupil vojenskou službu v Československé armádě. V letech 1926–1928 studoval na vojenské akademii v Hranicích, kde jeho příjmení začali psát Danielovič. Následně vystřídal různé vojenské útvary a své znalosti prohluboval při studiu v Milovicích a v Praze.
Po vzniku Slovenského státu v březnu 1939 byl přijat do jeho ozbrojených sil, působil v  intendační službě. Po napadení Sovětského svazu se od 27. června do 26. srpna účastnil tažení na východní frontě a znovu se vrátil v období od prosince 1941 do července 1942 při působení u Rychlé divize. Službu u slovenské armády zakončil jako velitel intendační služby na velitelství v Banské Bystrici, kam byl jmenován 1. ledna 1944. Kromě armádní služby byl činný v protinacistickém odboji. Spolupracoval s odbojovými skupinami Obrana národa a Flóra a roku 1944 se připojil ke Slovenskému národnímu povstání a stal se přednostou intendanční správy Velitelství 1. čs. armády na Slovensku. Po ústupu povstání do hor se stal příslušníkem 1. čs. partyzánské brigády J. V Stalina. Od března 1945 velel intendační službě československé armády na Slovensku.
V armádní službě pokračoval i po skončení druhé světové války. S účinností od 1. října 1946 byl povýšen do hodnosti generála intendace (roku 1949 byla tato hodnost přejmenována na brigádního generála). Po ustavení komunistické diktatury v únoru 1948 byl považován za osobu neloajální ke komunistickému režimu, a proto byl na konci roku 1948 poslán do výslužby. Dne 13. dubna 1950 mu byla dokonce odebrána vojenská hodnost. V červenci 1950 byl V. Danielovič zatčen a v dubnu 1952 byl ve vykonstruovaném politickém procesu odsouzen na 12 let. Dne 1. září 1955 zemřel během výkonu trestu ve věznici Pankrác. Ostatky V. Danieloviče byly pohřbeny do hromadného hrobu na ďáblickém hřbitově. Později byl umožněn jejich přesun do rodinného hrobu na stejném hřbitově.
V roce 1965 Nejvyšší soud v Praze rozsudek zrušil a v letech 1968–1969 byl Danielovič částečně rehabilitován. V říjnu 1991 se dočkal plné rehabilitace a povýšení do hodnosti generálmajora in memoriam.
Na Čestném pohřebišti na Ďáblickém hřbitově se nachází symbolický hrob V. Danieloviče (chybně uvedený jako Danielovič K.). Tamní symbolické náhrobky odkazují na zemřelé politické vězně bez ohledu na jejich přesné místo pohřbení.